# Martin Malia
Martin Malia (ur. 14 marca 1924 w Springfield, Massachusetts – zm. 19 listopada 2004 w Oakland, Kalifornia) – amerykański historyk specjalizujący się w dziejach Rosji. 

## Życiorys
W latach 1958–1991 wykładał historię na Uniwersytecie w Berkeley. Jednym z jego uczniów jest Stephen Kotkin. 

## Wybrane publikacje
- Russia under Western Eyes (1990)
- The Soviet Tragedy: A History of Socialism in Russia, 1917-1991 (1994)
- Alexander Herzen and the Birth of Russian Socialism, 1812-1855 (1961)
- History's Locomotives. Revolution and the making of the Modern World (2006)

## Publikacje w języku polskim
- Wiecznie powracająca Polska, przeł. Halina Carrol-Najder, "Zeszyty Historyczne" 1984, z. 70, s. 3-29.
- Lekcja rewolucji rosyjskiej, przeł. Władysław Doroń [Wiktor Dłuski], Kraków: Wszechnica Społeczno-Polityczna 1986 (wydanie w "drugim obiegu").
- Sowiecka tragedia. Historia komunistycznego imperium rosyjskiego 1917-1991, przeł. Magdalena Hułas, Elżbieta Wyzner, Warszawa: Philip Wilson 1998.
- Koniec szlachetnego marzenia, „Przegląd Polityczny”, 2001, nr 48.
- Rosyjski sfinks, „Przegląd Polityczny”, 2001, nr 48.
- Lokomotywy historii. Zwroty w dziejach i kształtowanie nowoczesnego świata, przeł. Maria Grabska-Ryńska, Warszawa: Wydawnictwo Naukowe PWN 2008.